# الأحزوق (بني حشيش)

تعديل مصدري - تعديل

الأحزوق هي إحدى قرى عزلة الشرفة بمديرية بني حشيش التابعة لمحافظة صنعاء، بلغ تعداد سكانها 330 نسمة حسب تعداد اليمن لعام 2004.